# Gabe Vasquez

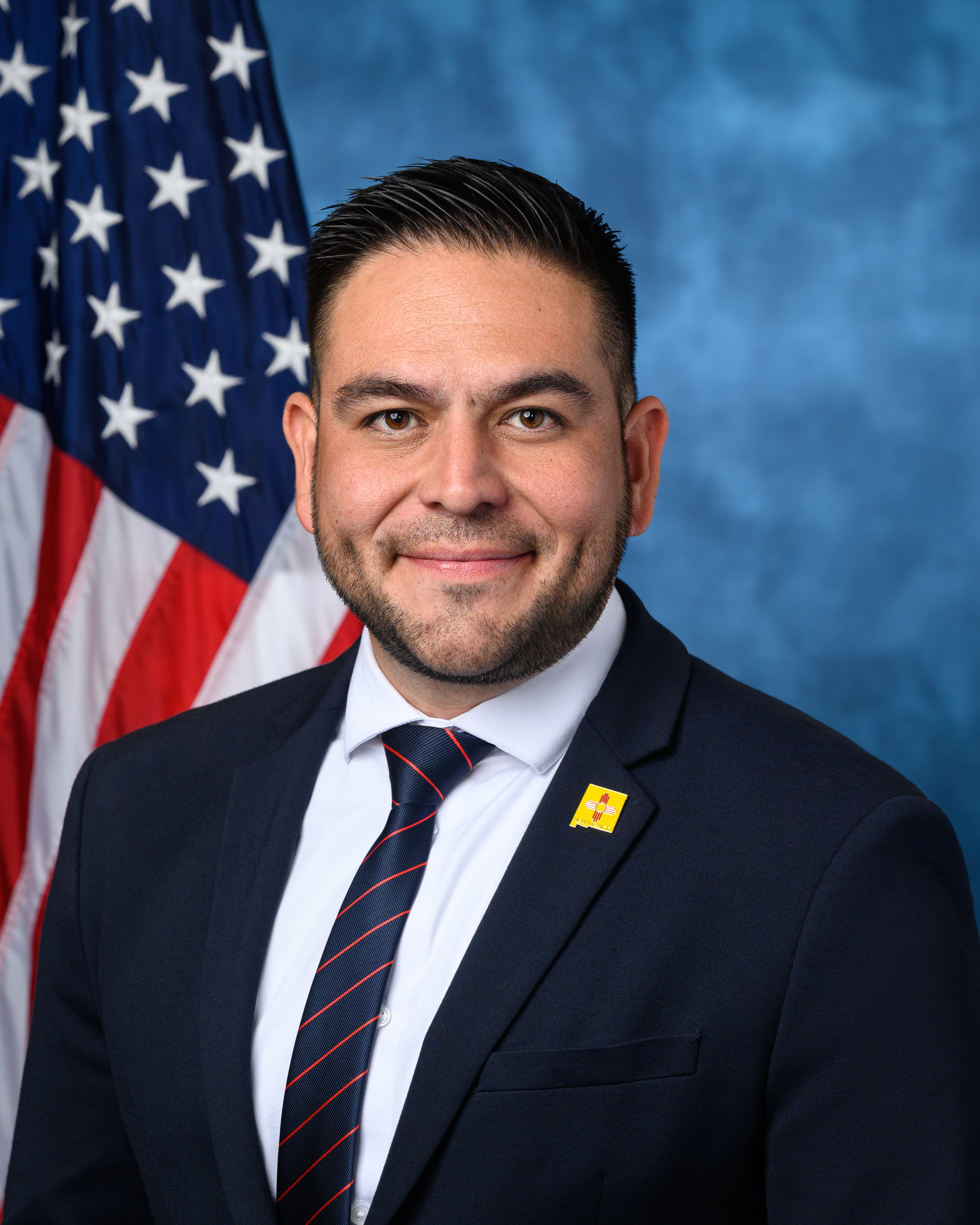
Gabe Vasquez (2023)

Gabriel Vasquez (* 3. August 1984 in El Paso, Texas) ist ein US-amerikanischer Politiker der Demokratischen Partei. Seit Januar 2023 vertritt er den zweiten Distrikt des Bundesstaats New Mexico im US-Repräsentantenhaus.

## Leben
Vasquez wurde am 3. August 1984 als Sohn lateinamerikanischer Immigranten in den Vereinigten Staaten geboren. Während seiner Kindheit übertrat er die Grenze zwischen den Vereinigten Staaten und Mexiko mehrfach. Er besuchte die Montwood High School in seiner Heimatstadt El Paso und erhielt 2008 einen Bachelor of Arts in Anglistik und Journalistik von der New Mexico State University in Las Cruces, worauf er als Journalist und nonprofit executive arbeitete. Er engagierte sich politisch für die hispanische Minderheit in den Vereinigten Staaten, u. a. 2011 in der Hispanic Chamber of Commerce. Darauf arbeitete er von 2013 bis 2015 für Martin Heinrich, der New Mexico im Senat vertrat.

## Politische Laufbahn
Vasquez' bekleidete sein erstes politisches Amt als Stadtrat von Las Cruces von 2017 bis 2021.
2022 kandidierte Vasquez für den Posten des Vertreters des zweiten Distrikts Arizonas im Repräsentantenhaus. Nachdem er sich in der demokratischen Vorwahl mit mehr als drei Vierteln der Stimme durchgesetzt hatte, konnte er mit einer knappen Mehrheit von 50,3 % die Wahl gegen die republikanische Amtsinhaberin Yvette Herrell für sich entscheiden. Er wurde im Januar 2023 als Mitglied des Repräsentantenhauses des 118. Kongresses vereidigt. Bei den Vorwahlen zur folgenden Kongresswahl 2024 zum 119. Kongress gab es sowohl bei den Demokraten wie auch den Republikanern nur einen Kandidaten. In der Hauptwahl trafen Vasquez und Herrell in dem sich entlang der Grenze zu Mexiko erstreckenden Wahlkreis erneut aufeinander. Er besiegte sie dabei mit 52,1 % erneut. Seine Zweite und aktuelle Legislaturperiode im Repräsentantenhaus des 119. Kongresses dauert noch bis zum 3. Januar 2027.